# Хронополіс (фільм)
«Хронополіс» — це науково-фантастичний фільм 1982 року створений в режимі стоп-моушн, знятий польським аніматором Пьотром Камлером, і музикою, написаною відомим композитором Люком Феррарі, та в першій версії з оповіддю Майкла Лонсдейла . Це був перший і єдиний повнометражний фільм Камлера. Фільм отримав нагороду «Найкращий дитячий фільм» на Fantafestival у 1982 році та «Нагороду критиків – спеціальну відзнаку» на Fantasporto, а також був показаний поза конкурсом разом із фільмом Патріка Бокановського L'ange на Каннському кінофестивалі 1982 року . 

## Сюжет
Хронополіс розповідає історію гігантського міста, що заховано в небі і заселеного могутніми безсмертними, які виснажилися і знудилися від вічного життя, і тому вирішили маніпулювати елементами часу. Безсмертні граються з атомними частинками та електрикою і монотонно конструюють химерні та незвичайні об’єкти, щоб знайти розраду в цьому, врешті створюють кулю, яка спілкується з високими технологіями, але насправді вони чекають на якийсь остаточний подарунок, який потрапить до їхніх рук.

## Виробництво
Завдяки гранту в розмірі майже 400 000 доларів від Національного аудіовізуального інституту в Парижі та Національного центру кіно Пьотр Камлер працював над фільмом протягом п’яти років з 1977 по 1982 рік. Більшу частину анімації та CGI (зображень згенерованих комп'ютером) він виконав самостійно. Камлер відкрито зізнався, що сценарій, який він надав для отримання фінансування, не мав нічого спільного з його оригінальною концепцією. Лише після побудови персонажів і декорацій «історія» фільму набула форми .
Є дві версії фільму. Оригінальна версія 1982 року триває 66 хвилин і була випущена в Північній Америці компанією в Бостоні. Офіційна і остаточна версія, перевипущена в 1988 році, містить 14 хвилин відзнятого матеріалу, тобто 52 хвилини. У цій версії:
- Всю розповідь пропущено.
- Вирізана сцена, де дослідник літає навколо велетнів.
- Додаткові танці дослідника з кулею були вилучені.
- Кінцівка скорочена на 10 хвилин, що включає додаткові сцени безсмертних, кулі і дослідника, що залишає Хронополіс.

## Зовнішні посилання
- Chronopolis на сайті IMDb (англ.)